# Apereisis albidifer
Apereisis albidifer är en insektsart som beskrevs av Walker, F. 1871. Apereisis albidifer ingår i släktet Apereisis och familjen vårtbitare. Inga underarter finns listade i Catalogue of Life.